# 長谷正人
長谷 正人（はせ まさと、1959年（昭和34年）8月 - ）は日本の社会学者、早稲田大学文学学術院教授。専門は、文化社会学、コミュニケーション論。日本社会学会会員、日本映像学会会員、関西社会学会会員。

## 略歴
千葉県生まれ。1977年（昭和52年）開成高等学校卒業。1983年（昭和58年）早稲田大学第一文学部（社会学専攻）卒業。1988年（昭和63年）大阪大学大学院人間科学研究科（社会学）博士後期課程中退。その後、千葉大学教養部専任講師、同大学文学部助教授を経て、2000年（平成12年）より早稲田大学文学学術院教授。

## 人物
- 早稲田大学に所属する社会学者。研究テーマを「写真・映画・テレビの社会的受容をめぐる研究」、「映像の存在論的考察」とし、映像（視覚）を主眼とした独特の文化社会学、コミュニケーション論を展開。
- 大阪大学大学院で現・日本社会学会会長の井上俊人間科学部教授（当時）に師事。
- 学術論文だけでなく「テレビだョ!全員集合―自作自演の1970年代」、「女優　山口百恵」等の社会風俗を学術的に切り込むなど硬軟併せた活躍を行っている。
- 2005年（平成17年）の小樽商科大学の国語入学試験問題で文章が採用された。

## 著書

### 単著
- 『悪循環の現象学―「行為の意図せざる結果」をめぐって』（ハーベスト社,  1991年）
- 『映像という神秘と快楽―“世界”と触れ合うためのレッスン』（以文社, 2000年）
- 『映画というテクノロジー経験』（青弓社, 2010年）
- 『敗者たちの想像力―脚本家 山田太一』（岩波書店, 2012年）
- 『ヴァナキュラー・モダニズムとしての映像文化』（東京大学出版会, 2017年）

### 編著
- 『映像文化の社会学』（有斐閣, 2016年）

### 共編著
- （太田省一）『テレビだョ!全員集合―自作自演の1970年代』（青弓社, 2007年）
- （四方田犬彦）『女優　山口百恵』（ワイズ出版, 2006年）
- （加藤晴明）『私の愛した地球博』（リベルタ出版, 2006年）
- （森達也）『世界と僕たちの、未来のために　森達也対談集』（作品社, 2006年）
- （一柳廣孝）『心霊写真は語る』所蔵「ヴァナキュラー・モダニズムとしての心霊写真」（青弓社, 2004年）
- （中村秀之）『映画の政治学』（青弓社, 2003年）
- 『ナンシー関―トリビュート特集』「テレビ世界の生態学的観察者――ナンシー関の倫理をめぐって」（河出書房新社，2003年）
- （井上俊）『文化社会学入門』（ミネルヴァ書房, 2010年）

### 共訳書
- （中村秀之）『アンチ・スペクタクル—沸騰する映像文化の考古学〈アルケオロジー〉』（東京大学出版会, 2003年）
- トム・ガニング『映像が動き出すとき—写真・映画・アニメーションのアルケオロジー』長谷正人編訳, みすず書房, 2021年
- リサ・カートライト『X線と映画—医療映画の視覚文化史』長谷正人監訳・望月由紀訳, 青弓社, 2021年